# آدورتی سوبا رائو
آدورتی سوبا رائو (انگلیسی: Adurthi Subba Rao; ۱۶ دسامبر ۱۹۱۲ – ۱ اکتبر ۱۹۷۵) کارگردان فیلم، تهیه‌کننده فیلم، فیلم‌نامه‌نویس، فیلم‌بردار و تدوین‌گر اهل هند بود.
وی همچنین برندهٔ جوایزی همچون جایزه ناندی و جایزه فیلم‌فیر جنوب بهترین فیلم تلوگویی‌زبان شده‌است.

## فیلم‌شناسی
- میلان
- نگهبان
- جهان طلایی
- در دامان مادر